# Radziechowy
Radziechowy est un village de Pologne, se trouve dans la Voïvodie de Silésie, dans le powiat de Żywiec. La population de Radziechowy compte environ 5 000 personnes.